# Ondřej Vrzal
Ondřej Vrzal (* 1. března 1987 v Praze) je český fotbalový obránce, hráč klubu FK Dukla Praha. Nastupuje na postu levého obránce.

## Klubová kariéra
Svoji fotbalovou kariéru začal v týmu FSC Libuš, odkud v roce 1997 v průběhu mládeže zamířil do Slavie Praha.

### SK Slavia Praha
Svými výkony si vysloužil v průběhu jarní části sezony pozvánku do prvního mužstva, když ho tehdejší trenér Karel Jarolím nominoval k zápasu 30. kola hraného 28. května 2007 pro Dynamu České Budějovice. Do utkání nezasáhl

### FC Viktoria Plzeň
V srpnu 2007 přestoupil ze Slavie do Viktorie Plzeň. Do klubu tehdy zamířil výměnou za talentovaného obránce Pavla Čmovše, který odešel opačným směrem. Za Viktorii odehrál celkem 10 ligových střenutí, ve kterých se gólově neprosadil. Převážně působil v rezervě.

### FK Dukla Praha
V únoru 2010 odešel na hostování do klubu FK Dukla Praha. V ročníku 2010/11 s týmem postoupil do nejvyšší soutěže. V létě 2012 do Dukly přestoupil natrvalo a podepsal dvouletý kontrakt. 22. května 2013 se jedním gólem podílel na remíze 2:2 s FC Baník Ostrava. Byla to jeho druhá branka v sezóně 2012/13. Na jaře 2014 působil na hostování v Jablonci. V prosinci 2015 uzavřel s Duklou nový kontrakt do léta 2017.

### FK Baumit Jablonec (hostování)
V zimním přestupovém období sezony 2013/14 odešel hostovat klubu Baumitu Jablonec. Po půl roce byl hostování předčasně ukončeno. V Jablonci Vrzala pronásledovaly zdravotní problémy, kvůli kterým odehrál pouze tři zápasy v lize.

### Bohemians Praha 1905 (hostování)
V únoru 2017 odešel na půl roku hostovat do mužstva Bohemians Praha 1905.

## Klubové statistiky
Aktuální k 9. únoru 2017
| Sezona  | Klub                         | Soutěž             | Zápasy | Góly |
| ------- | ---------------------------- | ------------------ | ------ | ---- |
| 2006/07 | SK Slavia Praha              | Gambrinus liga     | 0      | 0    |
| 2007/08 | FC Viktoria Plzeň            | Gambrinus liga     | 10     | 0    |
| 2008/09 | FC Viktoria Plzeň            | Gambrinus liga     | 0      | 0    |
| 2009/10 | FC Viktoria Plzeň            | Gambrinus liga     | 0      | 0    |
| 2009/10 | FK Dukla Praha (host.)       | 2. liga            | 0      | 0    |
| 2010/11 | FK Dukla Praha (host.)       | 2. liga            | 18     | 1    |
| 2011/12 | FK Dukla Praha (host.)       | Gambrinus liga     | 28     | 0    |
| 2012/13 | FK Dukla Praha (host.)       | Gambrinus liga     | 28     | 2    |
| 2013/14 | FK Dukla Praha               | Gambrinus liga     | 16     | 0    |
| 2013/14 | FK Baumit Jablonec (host.)   | Gambrinus liga     | 3      | 0    |
| 2014/15 | FK Dukla Praha               | Synot liga         | 0      | 0    |
| 2015/16 | FK Dukla Praha               | Synot liga         | 23     | 5    |
| 2016/17 | FK Dukla Praha               | ePojisteni.cz liga | 1      | 0    |
| 2016/17 | Bohemians Praha 1905 (host.) | ePojisteni.cz liga |        |      |